# Ta'ayush
Ta'ayush (hebräisch תעאיוש, arabisch تعايش, DMG Taʿāyuš; ‚Koexistenz‘, ‚gemeinschaftliches Leben‘) ist eine Graswurzelbewegung von Freiwilligen, die im Herbst 2000 von einem gemeinsamen Netzwerk von Palästinensern und Israelis gegründet wurde, um den nationalistischen Reaktionen, die durch die Al-Aqsa-Intifada ausgelöst wurden, entgegenzuwirken. Sie beschreibt sich selbst als „eine Basisbewegung von Arabern und Juden, die sich dafür einsetzt, die Mauern des Rassismus und der Segregation niederzureißen, indem sie eine echte arabisch-jüdische Partnerschaft aufbaut. Gemeinsam streben wir nach einer Zukunft der Gleichheit, der Gerechtigkeit und des Friedens durch konkrete, tägliche, gewaltfreie Solidaritätsaktionen zur Beendigung der israelischen Besetzung der palästinensischen Gebiete und zur Erreichung der vollen bürgerlichen Gleichberechtigung für alle“.
Sie organisierten Konvois mit Lebensmitteln und medizinischen Hilfsgütern für Palästinenser während der Belagerungen in der Zweiten Intifada.

## Aktivitäten
Im Januar 2005 begannen Aktivisten der Ta'ayush-Bewegung zusammen mit Gusch Schalom, dem Israeli Committee Against House Demolitions, Machsom Watch, Anarchists Against the Wall und Anwohnern des palästinensischen Dorfes Jayyous damit, hunderte von Olivensetzlingen zu pflanzen, die sie zu dem Grundstück mitgebracht hatten, auf dem die Bulldozer der Siedler hunderte von Olivenbäumen entwurzelt hatten. Der Anwalt Wiam Shbeyta, ein Aktivist der Ta'ayush-Bewegung, sagte:

„Trotz der Behauptungen von Polizei und Armee erkennen wir die Eigentumsrechte der Siedler an diesem Land nicht an. Dieses Land gehört den Dorfbewohnern von Jayyous, und das mit den Siedlern verbundene Unternehmen "Geulat HaKarka" hat es unter der falschen Behauptung in Besitz genommen, es sei an sie verkauft worden. Die Angelegenheit muss noch juristisch geprüft werden, und wir werden nicht zulassen, dass die Siedler die Tatsachen vor Ort diktieren, palästinensisches Land an sich reißen und darauf eine neue Siedlung errichten.“

2007 fuhren Ta'ayush-Aktivisten, nachdem sie hörten, dass Siedler einem palästinensischen Jungen aus Tuba einen Esel gestohlen hatten, zur Siedlung Havot Ma'on, um den Esel zurückzuholen. Die Polizei und die Israelischen Verteidigungskräfte hielten sie auf dem Weg nach Tuba und am Eingang von Havot Ma'on auf. Ta'ayush-Aktivisten haben auch den Bewohnern des nicht anerkannten Dorfes Dar al-Hanun im Wadi Ara geholfen, die Straße zum Dorf wieder zu befestigen, nachdem sie von Mitarbeitern des israelischen Innenministeriums aufgegraben worden war. Der Abriss war vom Amtsgericht Haifa im Mai 2006 angeordnet worden. Das Dorf Dar al-Hanun wurde vor 80 Jahren von der Familie Abu Hilal auf einem Hügel in der Nähe der Wadi-Ara-Route auf einem Grundstück gegründet, das der Familie gehörte. Als das Land 1949 unter israelische Souveränität gestellt wurde, erkannten die israelischen Behörden das Dorf nicht an, und die Bewohner wurden aufgefordert, in nahe gelegene Dörfer umzuziehen.
Das Dorf Yanun wurde im Oktober 2004 verlassen, als die Belästigung des Dorfes durch Avri Ran und seine Leute unerträglich wurde und nur zwei alte Menschen zurückblieben. Diese weigerten sich, die Entscheidung des Dorfes, zu gehen, zu akzeptieren. Das Dorf wurde mit Hilfe von Friedensaktivisten von Ta'ayush und des International Solidarity Movement wieder besetzt. David Nir von Ta'ayush wurde von Avri Ran in Yanun angegriffen.
Ein Mitglied, David Dean Shulman, erinnert sich an die Dankbarkeit der Höhlenbewohner in den südlichen Hebron-Bergen gegenüber den Freiwilligen der Ta'ayush, die dafür kämpfen, dass sie auf ihrem Land bleiben können:

„Die Höhlenbewohner erzählen die Geschichten über die Besuche der Freiwilligen wie Epen; für sie ist Ta'ayush so wichtig wie Sauerstoff für einen Ertrinkenden.“

2011 veröffentlichte Ta'ayush eine Videoaufnahme auf YouTube, auf der mehrere Personen den damals 30-jährigen palästinensischen Lehrer und Bewohner von as-Samu, Midhat Abu Karsh, zusammenschlugen. Die Videoaufnahme des Vorfalls erschien ebenfalls im israelischen Fernsehen. Daraufhin wurden zwei jüdische Siedler verhaftet, die als zwei der Täter verdächtigt wurden.

## Politischer Standpunkt
Ta'ayush wird der radikalen Linken zugeschrieben. Die Aktivitäten der Organisation, die sich wie Machsom Watch, Jesch Gvul und Women in Black auf spezifische Themen konzentrieren, anstatt einen umfassenden Ansatz zu verfolgen, der alle Probleme einbezieht, werden vom israelischen Mainstream ignoriert, finden aber Unterstützung bei arabisch-palästinensischen Parteien und der extremen Linken. Ta'ayush folgt keiner Ideologie (Versuche, sich eine Verfassung zu geben, scheiterten), und ihre Mitglieder beschränken ihre Arbeit auf konkrete Solidaritätsaktionen. Ta'ayush hat eine pazifistische Agenda und ist sowohl gegen die israelische Besatzung als auch gegen palästinensische Bewegungen, die gewaltsame Formen des Widerstands anwenden. Sie wendet sich offen gegen die Maßnahmen des Staates Israel in den besetzten Gebieten, die zu „Isolation, schlechter medizinischer Versorgung, Hausarrest, der Zerstörung von Bildungseinrichtungen und dem Mangel an Wasser und Lebensmitteln für Palästinenser“ führen. Ta'ayush-Aktivisten leisten zivilen Ungehorsam, unterstützen eine Zweistaatenlösung und brechen routinemäßig das Gesetz, da sie die Entscheidung der Regierung als völkerrechtswidrig und damit unrechtmäßig betrachten.

## Ezra-Nawi-Affäre
Im Januar 2016 strahlte der israelische Fernsehkanal Channel 2 Aufnahmen des Ta'ayush-Aktivisten Ezra Nawi aus. Dieser habe sich darin als jüdisch-israelischer Interessent ausgegeben,  der angeblich Land von Palästinensern kaufen wollte. Palästinensische Landmakler, die bereit waren, ihm Land zu verkaufen, habe er an die palästinensischen nationalen Sicherheitskräfte gemeldet. Nach palästinensischem Gesetz gilt der Verkauf von Land an Israelis als Kapitalverbrechen. Über die Konsequenzen für die Verkäufer sagte Nawi in der Aufnahme: „Die Behörde fängt sie und tötet sie. Aber bevor sie sie töten, schlagen sie sie zusammen“. Nawi und die beiden palästinensischen Aktivisten Nasser Nawajah und Guy Butavia wurden daraufhin von der israelischen Justiz angeklagt, u. a. wegen Verschwörung zum Mord. Aufgrund mangelnder Beweislage ließ das Gericht die Anklage fallen. Ta´ayush und Nawi selbst beteuerten, die Aussagen seien frei erfunden und die Aufnahmen aus dem Kontext gerissen worden. Außerdem solle eine Gruppe rechtsradikaler Israelis Ta´ayush untergraben haben.

## Nennenswerte Mitglieder
David Dean Shulman, ein Gewinner des Israel-Preises, der das Preisgeld an Ta'ayush gespendet hat.